# Meneer Korbes
Meneer Korbes of Boeman is een sprookje uit Kinder- und Hausmärchen, de verzameling van de gebroeders Grimm, met als nummer KHM41. De oorspronkelijke naam is Herr Korbes.

## Het verhaal
Een hennetje en een haantje maken een reis. Het haantje bouwt een mooie kar met vier rode wielen en spant er vier muisjes voor. Ze komen een kat tegen en die vraagt waar ze heen gaan. Ze vertellen dat ze naar het huis van Boeman gaan. De kat wil mee en mag achterop zitten, zodat hij er van voren niet af zal vallen. Daarna komen ze een molensteen tegen en een ei, een eend, een speld en een naald. Ze gaan allemaal mee en komen bij het huis van Boeman.
De muisjes rijden de kar de schuur in en het hennetje en haantje vliegen op de stok. De kat gaat in de haard zitten en de eend op de pompzwengel, het ei wikkelt zich in een handdoek en de speld steekt zichzelf in het stoelkussen, de naald springt op het hoofdkussen en de molensteen gaat boven de deur liggen.
Boeman komt thuis en wil het vuur aansteken, de kat smijt zijn gezicht vol as. Hij rent naar de keuken en krijgt van de eend water in zijn gezicht, als hij zich wil afdrogen rolt het ei naar hem toe en breekt. Zijn ogen zijn dicht door het ei en als hij in de stoel wil gaan zitten, prikt de speld hem. Kwaad gooit hij zich op bed en de naald steekt hem en hij wil de wijde wereld inrennen. Als hij door de voordeur komt, wordt hij verpletterd door de molensteen. Boeman moet een bijzonder slechte man zijn geweest.

## Achtergronden bij het verhaal
- Het sprookje komt uit de Mainstreek.
- Toen de Engelse vertaler de gebroeders Grimm naar de betekenis van Korbes vroeg, verwezen zij naar boeman. In Anmerkungen zu den Kinder- und Hausmärchen der Brüder Grimm door Johannes Bolte en Georg Polívka wordt de figuur vergelijkbaar geacht met Knecht Ruprecht.
- Avonturen van een groep dieren worden ook beschreven in Het gespuis (KHM10), Van het muisje, het vogeltje en de braadworst (KHM23), De Bremer straatmuzikanten (KHM27), De dood van het hennetje (KHM80) en De broodkruimels op de tafel (KHM190).
- In dit sprookje zijn, naast mensen en dieren, planten en levenloze dingen personages. Dit komt ook voor in Het gespuis (KHM10), Strohalm, kooltje vuur en boontje (KHM18), Van het muisje, het vogeltje en de braadworst (KHM23) en De peetoom (KHM42).
- Soms werd een molensteen gebruikt om de doodstraf uit te voeren. Zie ook Van de wachtelboom (KHM47).